# كارين آدامز
كارين آدامز (بالإنجليزية: Karen Adams)‏ هي صحفية أمريكية، ولدت في 4 يوليو 1955.